# Saint-Salvy
Saint-Salvy település Franciaországban, Lot-et-Garonne megyében. Lakosainak száma 200 fő (2022. január 1.). Saint-Salvy Bazens, Bourran, Frégimont, Galapian, Lacépède és Prayssas községekkel határos.

## Népesség
A település népessége az elmúlt években az alábbi módon változott:
| Lakosok száma | 177  | 155  | 166  | 196  | 179  | 189  | 200  | 201  | 201  | 200  |
|               | 1968 | 1982 | 1990 | 2006 | 2013 | 2015 | 2017 | 2019 | 2020 | 2022 |